# درس‌افزار باز ام‌آی‌تی
درس‌افزار باز ام‌آی‌تی (به انگلیسی : MIT OpenCourseware) ابتکاری از موسسه فناوری ماساچوست (MIT) با هدف جمع‌آوری تمام محتویات آموزشی دروس کارشناسی، کارشناسی ارشد و دکترا در تمامی رشته‌ها به صورت آنلاین (برخط) شروع شد و عمدتاً رایگان و به صورت آزاد در دسترس همگان قرار دارد. این پروژه را می‌توان به‌عنوان انتشار محتویات آموزشی دانشگاه‌ام‌آی‌تی در مقیاس وسیع بر روی وب دانست. پروژهٔ درس‌افزار باز ام‌آی‌تی در سال ۲۰۰۱ (میلادی) اعلان و آغاز شده‌است.
چالش‌های اصلی این پروژه بر خلاف انتظار، مخالفت استادان دانشگاه نبوده‌است و عمده‌ترین این چالش‌ها را می‌توان تأمین اجازه‌های قانونی برای انتشار محتویات آموزشی و زمان و نیروی فنی لازم برای تبدیل محتویات به شکل برخط دانست.
کپی‌رایت محتویات این برنامه متعلق به استادان مربوط باقی خواهد ماند و محتویات تحت اجازه‌نامهٔ کرییتیو کامانز از نوع «یادکرد پدیدآورنده-استفادهٔ غیرتجاری-حفظ نوع اجازه‌نامه» منتشر می‌شوند.∗